# Volleyball World Beach Pro Tour
Die Volleyball World Beach Pro Tour ist eine interkontinentale Turnierserie für Beachvolleyballerinnen und Beachvolleyballer. Sie wird veranstaltet von „Volleyball World“, einer Partnerschaft zwischen der FIVB und dem Investor CVC Capital Partners. Dabei soll der Beachvolleyball-Sport mit dem „Strand-Lifestyle“ (Musik, Essen, Strandleben …) kombiniert werden. Die erste Saison der Beach Pro Tour fand 2022 statt und ersetzte die bisherige FIVB World Tour.

## Geschichte
Die FIVB World Tour startete bei den Männern 1989/90 und bei den Frauen 1992/93. Seit 2017 wurden die Turniere in fünf Kategorien von 5-Sternen (höchste Kategorie) bis 1-Stern (niedrigste Kategorie) eingeteilt. Hinzu kam seit 2015 das Saisonfinale mit den jeweils besten Teams der Saison. Am erfolgreichsten auf der World Tour waren die Beachvolleyball-Duos aus Brasilien und den Vereinigten Staaten.

## Turniere

### Elite16
Elite16 ist das höchste Level der Beach Pro Tour. Es nehmen bei den Frauen und bei den Männern jeweils die 16 punktbesten Teams der Welt teil, hinzu kommen jeweils acht Teams aus der Qualifikation. Zunächst gibt es eine Vorrunde in sechs Gruppen zu je vier Teams (modifiziertes Pool-Format). Die Ersten der Poolrunde qualifizieren sich direkt für die Best-of-12, die Zweiten spielen gegen einen Dritten aus einem anderen Pool um den Einzug in die Runde der besten zwölf Paare, die Sieger müssen sich anschließend mit einem Vorrundengewinner auseinandersetzen. Die Sieger dieser Begegnungen erreichen die Viertelfinals, hinzu kommen die zwei besten Verlierer. Die werden nach folgenden Kriterien ermittelt: 1. Die erreichten Ballpunkte in den Pools werden mit den Punkten der Round of 12 zusammengezählt und durch die Summe der gegnerischen Ballpunkte geteilt. Die beiden Duos mit den besten Quotienten aus diesen drei Spielen kommen weiter. 2. Bei gleichen  Ergebnissen zählt der Satzquotient dieser Partien. 3. Ergeben auch diese Resultate gleiche Platzierungen, entscheidet die Position in der Setzliste über das Weiterkommen. Danach gibt es noch die Halbfinals und die Spiele um Platz drei sowie die Endspiele.
Elite16-Turniere sind mit den 5-Sterne-Turnieren der damaligen World Tour vergleichbar.
Von 2022 bis 2024 nahmen 16 Teams pro Geschlecht teil.

### Challenge
Im Challenger-Level nehmen 32 Teams pro Geschlecht teil. Es findet zuvor eine Qualifikation mit bis zu 32 Teams statt. Danach gibt es eine Vorrunde in acht Gruppen zu je vier Teams (modifiziertes Pool-Format) und anschließend die K.-o.-Runde. Bei den Challenger-Events können Ranglistenpunkte gesammelt werden, die als Zubringer zur Elite16 dienen. Die Challenger-Turniere sind mit den 3- und 4-Sterne-Turnieren der World Tour vergleichbar.
Von 2022 bis 2024 nahmen 24 Teams pro Geschlecht teil.

### Futures
Die dritte Ebene bilden die Futures mit 16 Teams pro Geschlecht. Hier gibt es zuvor eine Qualifikation mit bis zu 16 Teams. Danach gibt es eine Vorrunde in vier Gruppen zu je vier Teams (modifiziertes Pool-Format) und anschließend die K.-o.-Runde. Sie sind Zubringer zum Challenger-Level und ermöglichen den Städten, den Sport in ihren Ländern zu entwickeln. Die Futures ähneln den damaligen 1- bis 2-Sterne-Turnieren.

### The Final
Zu diesem Event qualifizieren sich pro Geschlecht die besten zehn Teams aus der laufenden Saison.